# Grameen Bank
Grameen Bank ali Banka Grameen (bengalsko: গ্রামীণ ব্যাংক) je organizacija za mikrofinanciranje, ki se je začela v Bangladešu in daje drobna posojila (mikrokredit) revežem, ne da bi zahtevala provizijo. Sistem temelji na ideji, da imajo revni sposobnosti, ki niso zadosti uporabljene. Banka sprejema tudi depozite, nudi druge storitve in podpira več v razvoj usmerjenih dejavnosti, kot so tekstilna, telefonska in energetska industrija. Organizacija in njen ustanovitelj Mohamed Junus sta za »svoje prizadevanje pri ustvarjanju ekonomskega in družbenega razvoja od spodaj« leta 2006 prejela Nobelovo nagrado za mir.